# Greatest Hits... So Far!!!
Greatest Hits... So Far!!! er det første opsamlingsalbum fra den amerikanske sangerinde Pink. Det blev udgivet den 10. november 2010, på LaFace Records, for at fejre Pinks tiende år på musik-scenen.

## Spor
| Amerikansk/Canadisk Udgave | Amerikansk/Canadisk Udgave                    | Amerikansk/Canadisk Udgave                                | Amerikansk/Canadisk Udgave | Amerikansk/Canadisk Udgave | Amerikansk/Canadisk Udgave | Amerikansk/Canadisk Udgave | Amerikansk/Canadisk Udgave | Amerikansk/Canadisk Udgave | Amerikansk/Canadisk Udgave |
| #                          | Titel                                         | Musik                                                     | Længde                     |                            |                            |                            |                            |                            |                            |
| -------------------------- | --------------------------------------------- | --------------------------------------------------------- | -------------------------- | -------------------------- | -------------------------- | -------------------------- | -------------------------- | -------------------------- | -------------------------- |
| 1.                         | "Get the Party Started"                       | Linda Perry                                               | 3:12                       |                            |                            |                            |                            |                            |                            |
| 2.                         | "There You Go"                                | Kevin "She'kspere" Briggs, Kandi Burruss, A.Moore         | 3:26                       |                            |                            |                            |                            |                            |                            |
| 3.                         | "Don't Let Me Get Me"                         | Dallas Austin, A.Moore                                    | 3:31                       |                            |                            |                            |                            |                            |                            |
| 4.                         | "Just Like a Pill"                            | Dallas Austin, A.Moore                                    | 3:57                       |                            |                            |                            |                            |                            |                            |
| 5.                         | "Family Portrait"                             | A.Moore, Scott Storch                                     | 4:56                       |                            |                            |                            |                            |                            |                            |
| 6.                         | "Trouble"                                     | Tim Armstrong, A.Moore                                    | 3:13                       |                            |                            |                            |                            |                            |                            |
| 7.                         | "Stupid Girls"                                | A.Moore, Billy Mann, Robin Mortensen Lynch                | 3:16                       |                            |                            |                            |                            |                            |                            |
| 8.                         | "Who Knew"                                    | A.Moore, Max Martin, Lukasz Gottwald                      | 3:28                       |                            |                            |                            |                            |                            |                            |
| 9.                         | "U + Ur Hand"                                 | A.Moore, Martin, Gottwald, Rami                           | 3:34                       |                            |                            |                            |                            |                            |                            |
| 10.                        | "Dear Mr. President" (featuring Indigo Girls) | A.Moore, Mann                                             | 4:33                       |                            |                            |                            |                            |                            |                            |
| 11.                        | "So What"                                     | A.Moore, Max Martin, Shellback                            | 3:35                       |                            |                            |                            |                            |                            |                            |
| 12.                        | "Sober"                                       | A.Moore, Nathaniel Hills, Kara DioGuardi, Marcella Ariaca | 4:11                       |                            |                            |                            |                            |                            |                            |
| 13.                        | "Please Don't Leave Me"                       | A.Moore, Max Martin                                       | 3:52                       |                            |                            |                            |                            |                            |                            |
| 14.                        | "Funhouse"                                    | A.Moore, Tony Kanal, Jimmy Harry                          | 3:25                       |                            |                            |                            |                            |                            |                            |
| 15.                        | "I Don't Believe You"                         | A.Moore, Max Martin                                       | 4:36                       |                            |                            |                            |                            |                            |                            |
| 16.                        | "Glitter in the Air"                          | A.Moore, Billy Mann                                       | 3:45                       |                            |                            |                            |                            |                            |                            |
| 17.                        | "Raise Your Glass"                            | A.Moore, Max Martin, Shellback                            | 3:24                       |                            |                            |                            |                            |                            |                            |
| 18.                        | "Fuckin' Perfect"                             | A.Moore, Max Martin, Shellback                            | 3:33                       |                            |                            |                            |                            |                            |                            |
| 67:27                      |                                               |                                                           |                            |                            |                            |                            |                            |                            |                            |

| 1.  | "Get the Party Started"       | 3:12 |
| 2.  | "There You Go"                | 3:26 |
| 3.  | "Don't Let Me Get Me"         | 3:31 |
| 4.  | "Just Like a Pill"            | 3:57 |
| 5.  | "Family Portrait"             | 4:56 |
| 6.  | "Trouble"                     | 3:13 |
| 7.  | "Stupid Girls"                | 3:16 |
| 8.  | "Who Knew"                    | 3:28 |
| 9.  | "U + Ur Hand"                 | 3:34 |
| 10. | "Dear Mr. President"          | 4:33 |
| 11. | "Leave Me Alone (I'm Lonely)" | 3:19 |
| 12. | "So What"                     | 3:35 |
| 13. | "Sober"                       | 4:11 |
| 14. | "Please Don't Leave Me"       | 3:52 |
| 15. | "Bad Influence"               | 3:36 |
| 16. | "Funhouse"                    | 3:25 |
| 17. | "I Don't Believe You"         | 4:36 |
| 18. | "Whataya Want From Me"        | 3:48 |
| 19. | "Raise Your Glass"            | 3:23 |
| 20. | "Fuckin' Perfect"             | 3:32 |
| 21. | "Heartbreak Down"             | 3:18 |

| 1.  | "Get the Party Started" | 3:12 |
| 2.  | "There You Go"          | 3:26 |
| 3.  | "You Make Me Sick"      | 4:08 |
| 4.  | "Don't Let Me Get Me"   | 3:31 |
| 5.  | "Just Like a Pill"      | 3:57 |
| 6.  | "Family Portrait"       | 4:56 |
| 7.  | "Trouble"               | 3:13 |
| 8.  | "Stupid Girls"          | 3:17 |
| 9.  | "Who Knew"              | 3:28 |
| 10. | "U + Ur Hand"           | 3:34 |
| 11. | "Dear Mr. President"    | 4:33 |
| 12. | "So What"               | 3:35 |
| 13. | "Sober"                 | 4:11 |
| 14. | "Please Don't Leave Me" | 3:52 |
| 15. | "Bad Influence"         | 3:36 |
| 16. | "Funhouse"              | 3:25 |
| 17. | "Raise Your Glass"      | 3:23 |
| 18. | "Fuckin' Perfect"       | 3:32 |
| 19. | "Heartbreak Down"       | 3:18 |

| 1.  | "There You Go"                               |  |
| 2.  | "Most Girls"                                 |  |
| 3.  | "Just Like a Pill"                           |  |
| 4.  | "Get the Party Started"                      |  |
| 5.  | "Don't Let Me Get Me"                        |  |
| 6.  | "Family Portrait"                            |  |
| 7.  | "Stupid Girls"                               |  |
| 8.  | "Who Knew"                                   |  |
| 9.  | "U + Ur Hand"                                |  |
| 10. | "Dear Mr. President"                         |  |
| 11. | "So What"                                    |  |
| 12. | "Sober"                                      |  |
| 13. | "Please Don't Leave Me"                      |  |
| 14. | "Funhouse"                                   |  |
| 15. | "I Don't Believe You"                        |  |
| 16. | "Glitter In The Air"                         |  |
| 17. | "Leave Me Alone (I'm Lonely)"                |  |
| 18. | "Raise Your Glass"                           |  |
| 19. | "Fuckin' Perfect"                            |  |
| 20. | "Making 'Funhouse'"                          |  |
| 21. | "The Greatest Hits... So Far!!! Photo Shoot" |  |

| 1.  | "There You Go"                                                    |  |
| 2.  | "Most Girls"                                                      |  |
| 3.  | "You Make Me Sick"                                                |  |
| 4.  | "Get the Party Started"                                           |  |
| 5.  | "Don't Let Me Get Me"                                             |  |
| 6.  | "Just Like a Pill"                                                |  |
| 7.  | "Family Portrait"                                                 |  |
| 8.  | "Trouble"                                                         |  |
| 9.  | "God is a DJ"                                                     |  |
| 10. | "Last to Know"                                                    |  |
| 11. | "Stupid Girls"                                                    |  |
| 12. | "Who Knew"                                                        |  |
| 13. | "U + Ur Hand"                                                     |  |
| 14. | "Nobody Knows"                                                    |  |
| 15. | "Dear Mr. President"                                              |  |
| 16. | "So What"                                                         |  |
| 17. | "Please Don't Leave Me"                                           |  |
| 18. | "Sober"                                                           |  |
| 19. | "Funhouse"                                                        |  |
| 20. | "I Don't Believe You"                                             |  |
| 21. | "Bad Influence" (from Funhouse Live In Australia)                 |  |
| 22. | "Leave Me Alone (I'm Lonely)" (The Funhouse Freak Show Edition)   |  |
| 23. | "Please Don't Leave Me" (The Funhouse Freak Show Edition)         |  |
| 24. | "Funhouse" (The Funhouse Freak Show Edition)                      |  |
| 25. | "Behind the Scenes of the Funhouse video"                         |  |
| 26. | "Behind the Scenes of the Greatest Hits... So Far!!! Photo Shoot" |  |